# Die BIF
Die BIF – Blätter Idealer Frauenfreundschaften (en español: Artículos sobre las amistades ideales entre mujeres), subtitulado Monatsschrift für weibliche Kultur (en español: Revista mensual para la cultura femenina), fue una revista lésbica de corta duración de la República de Weimar, publicada desde 1925 o 1926 hasta 1927 en Berlín. Fundada por la activista lesbiana Selli Engler, Die BIF fue parte de la primera ola de publicaciones lésbicas de la historia y la primera revista lésbica del mundo publicada, editada y escrita únicamente por mujeres.

## Publicación

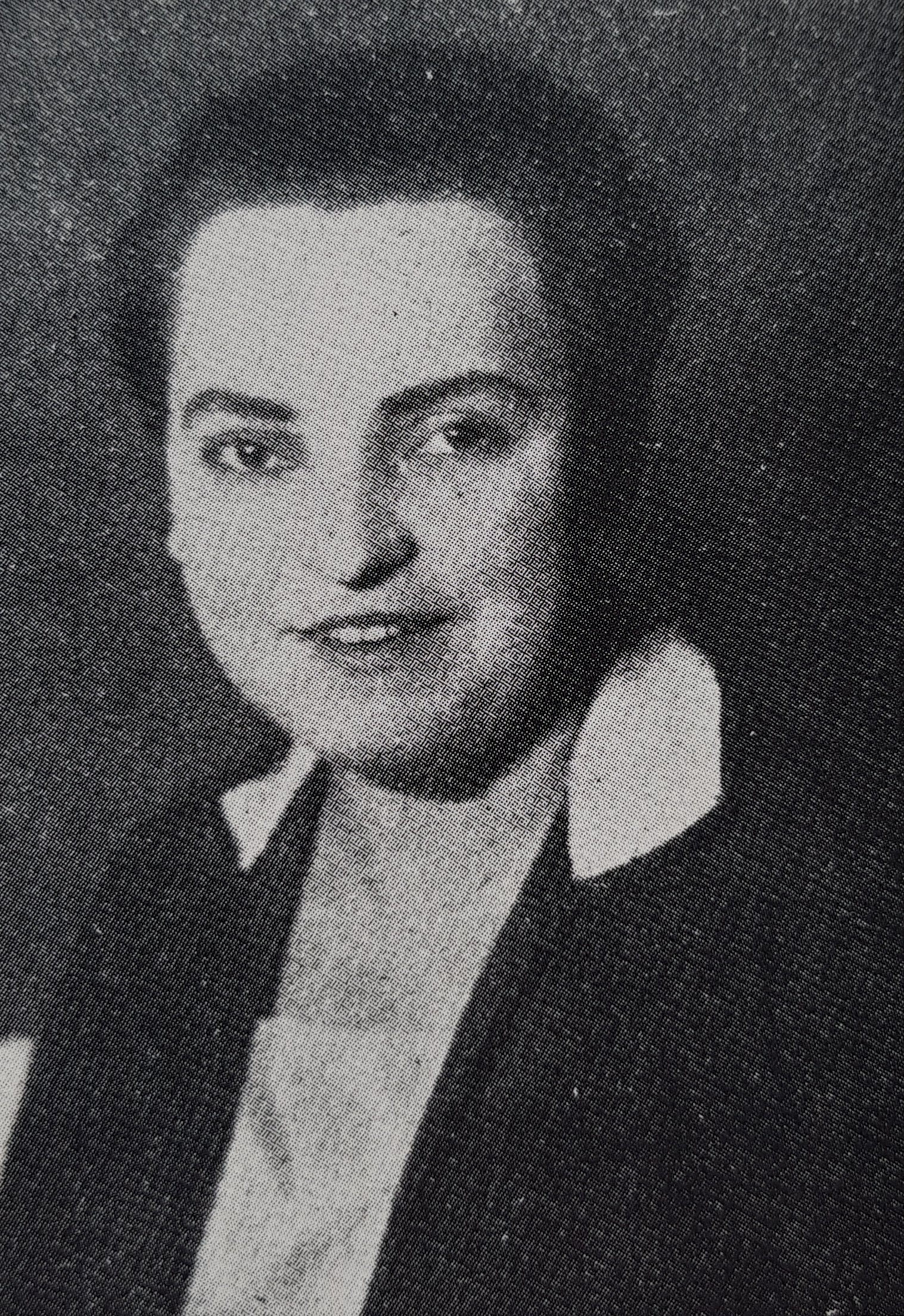
Selli Engler en 1929.

Die BIF fue fundada, editada y publicada por Selli Engler, quien luego se convirtió en una de las activistas lesbianas más reconocidas de la República de Weimar. Fue una de las tres revistas lésbicas de la época junto a Die Freundin (desde 1924) y Frauenliebe (desde 1926). Die BIF se diferencia de las demás porque las otras dos revistas fueron publicadas, editadas e incluso parcialmente escritas por hombres.
Según el pie de imprenta, su sede estaba en la dirección Großbeerenstraße 74 III de Kreuzberg. Engler colaboró como editora y escritora pero, debido a dificultades económicas y de salud, tuvo que retrasar su publicación en dos ocasiones. Die BIF se imprimió en la imprenta  Mitsching, en Berlín; se desconoce su circulación. Los números de 1927 fueron distribuidos por la empresa GroBuZ de Berlín. Tenían oficinas publicitarias en diversas ciudades importantes de Alemania, como Dresde, Múnich, Hamburgo, Stuttgart y Duisburgo.
Solo se conoce la publicación de tres números: el número 1 (fecha desconocida) y los números 2 (enero de 1927) y 3 (principios de 1927). Los únicos originales conocidos pertenecen a la colección de la Biblioteca Nacional de Alemania en Leipzig; la propia Engler los entregó en noviembre de 1927. Se pueden encontrar copias en las bibliotecas especiales del Museo Schwules en Berlín y en la biblioteca de la Universidad de Wisconsin-Madison.
Aún se desconocen las fechas exactas de publicación de Die BIF, ya que ni el primer ni el último número contienen información sobre el momento de publicación exacto. Durante muchos años, investigadores han sugerido 1924 o 1926 como posibles fechas para el primer número. En la actualidad, se cree que la publicación comenzó en 1925 o, más probablemente, en 1926. Engler suspendió la publicación de Die BIF a principios de 1927 y comenzó a escribir en julio para la revista competidora Frauenliebe.
Die BIF contaba con 24 páginas y se publicaba como revista mensual el primero de mes y se vendía en quioscos al precio de 1 marco, un precio relativamente alto, así como mediante suscripción. En el número 3, "a petición" de las lectoras, Engler anunció un precio más bajo para un número reducido de páginas, hasta 50 pfennig por 12 páginas.

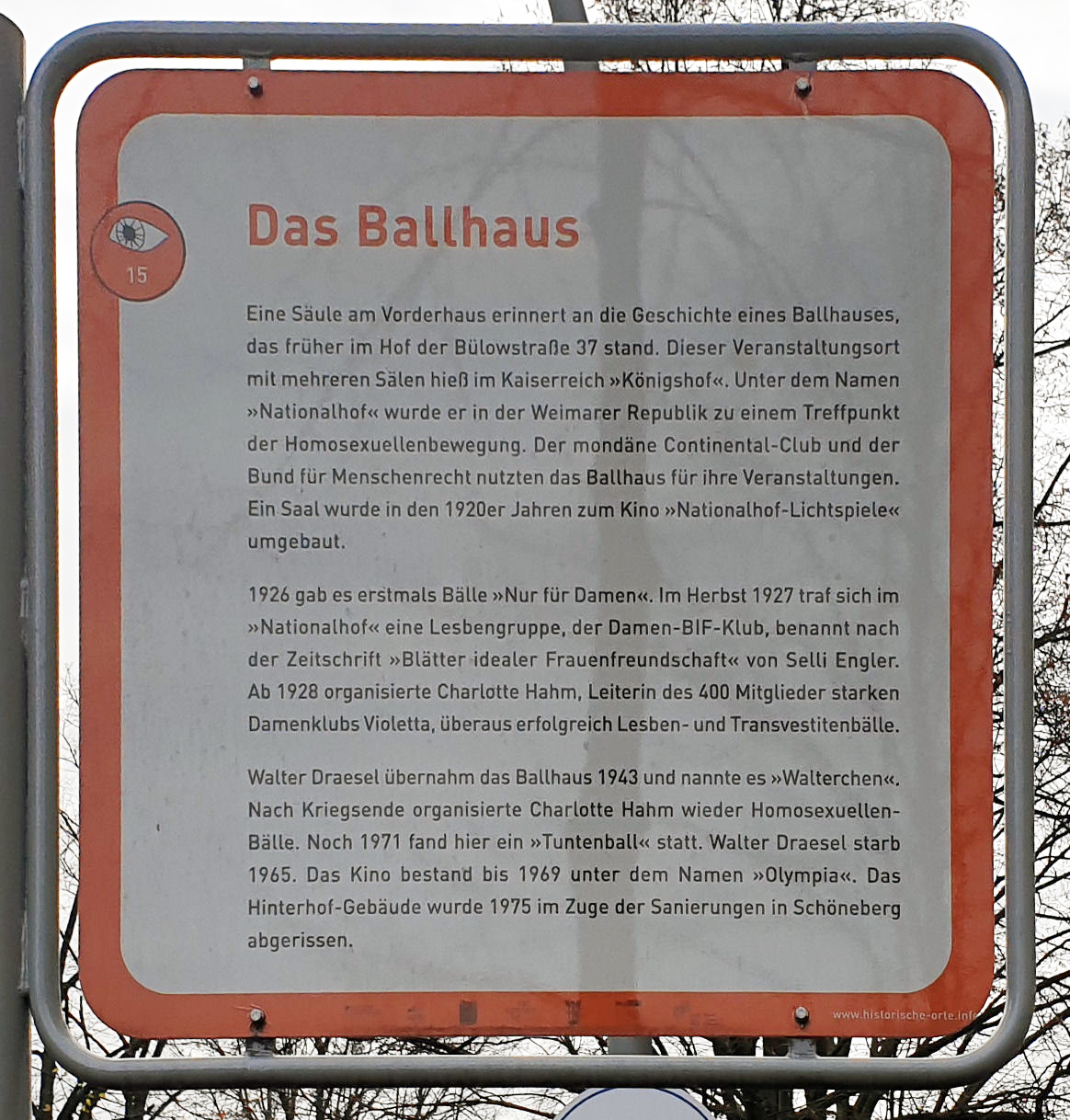
Placa en Alemania en memoria del Damen-BIF-Klub.

Como impulso para la revista, el 1 de enero de 1927 Engler fundó el "Damen-BIF-Klub" (en español: Club de Damas BIF), una oportunidad para que las mujeres lesbianas se reunieran una vez a la semana.

## Autoras y contenidos
Die BIF publicó principalmente obras literarias, como prosa de ficción y poemas, junto con algún artículo histórico o analítico ocasional sobre lesbianismo que analiza la vida social y laboral, la moda y la identidad lésbica. La intención de Engler era ofrecer una revista con un estándar superior al de sus competidores, ya que lo consideraba inadecuado. Sin embargo, en 2016 Claudia Schoppmann se refirió a Die BIF como "una revista mensual con un nivel literario bajo". A diferencia de Freundin y Frauenliebe, Die BIF se abstuvo de informar sobre la vida social lésbica contemporánea en Berlín.
Todo el contenido original de Die BIF fue escrito por mujeres. Si bien muchos artículos fueron escritos por la propia Engler, también contó con obras de otras escritoras destacadas como Olga Lüdeke e Ilse Espe. En total hubo al menos diez colaboradoras, cinco de las cuales, junto con Engler, terminaron escribiendo para Frauenliebe. Además de sus artículos, aparecían ocasionalmente extractos de obras de hombres seleccionadas por una editora por su interés para las lectoras, por ejemplo fragmentos de Alejandro Dumas, Magnus Hirschfeld u Otto Weininger.

## Legado
Se conocen sólo unas pocas opiniones contemporáneas sobre Die BIF. Franz Scott escribió en 1933 que Die BIF incluía "excelentes contribuciones artísticas y literarias", lo que según sus estándares hacía que Die BIF fuera superior a Freundin y Frauenliebe y afirmó que su fracaso se debía a la poca exigencia del público objetivo. Su opinión ha sido duramente criticada por Hanna Hacker en 2015 por ser parcial, contradictoria y unilateral. En 1927, Magnus Hirschfeld tomó una fotografía que muestra dos números de Die BIF del archivo del Institut für Sexualwissenschaft, entre otras publicaciones de carácter homosexual. En 1938, el jurista nazi Rudolf Klare mencionó a Die BIF en su artículo Zum Problem der weiblichen Homosexualität (en castellano: Sobre el problema de la homosexualidad femenina) como ejemplo de la "abundante prensa" de "organizaciones de mujeres homosexuales" de los años 1920 en Alemania.
Tras haber sido olvidada durante décadas, Die BIF fue redescubierta por Katharina Vogel y Claudia Schoppmann en 1984 como parte de un trabajo básico sobre la biografía de Engler, en ocasiones ampliado por Schoppmann (1997), Jens Dobler (2003) y Heike Schader (2004). En 2020 tuvo lugar una investigación más exhaustiva, pero sigue faltando un análisis más profundo del contenido de la publicación.
Tras el redescubrimiento de Selli Engler y Die BIF, tanto investigadores alemanes como internacionales han reconocido su papel pionero como primera revista lésbica dirigida únicamente por mujeres (y la única hasta la publicación de Vice Versa en 1947). Florence Tamagne considera  es cualidad única de Die BIF.